# كلية الأمة الجامعية
كلية الأمة الجامعية تقع في مدينة الرام شمال مدينة القدس، وهي كلية جامعية مقدسية، تتبع دائرة الأوقاف الإسلامية وشؤون المسجد الأقصى ووزارة التعليم العالي والبحث العلمي الفلسطينية.
تأسست عام 1983، بدأت ككلية مجتمع متوسطة، تم اعتمادها ككلية جامعية في عام 2019 من قبل وزارة التعليم العالي الفلسطينية.
المبنى يتكون من قاعات تدريس، ومسرح وقاعة ندوات ومختبرات حاسوب وتكنولوجيا معلومات، تقدم التخصصات العلمية المطلوبة في المجالات المختلفة، وبطاقة إستيعابية 600 مقعد.